# 堀江町 (臺北市)
堀江町為臺灣日治時期臺北市之行政區，因為轄內有人工開掘的河道而得名，該河道名為「赤池」。堀江町位於下崁地區萬華車站之南，西北以縱貫線鐵路與綠町、柳町為界，南以大排水溝「赤池」（現西藏路）和東園町、西園町為界，東以水道與龍口町為界。戰後劃入雙園區，今臺北市萬華區、中正區汕頭街（現已與艋舺大道合併）、莒光路、西園路二段之一部份，範圍相當於和平里、雙園里、頂碩里及廈安里西半部。
戰後堀江町之名不再是官方的行政區域名稱，但是作為社區的名稱被保留下來，例如由在地人成立的社區團體「堀江町社區發展協會」。

## 町內設施
- 堀江公學校（今臺北市雙園國小）
- 堀江驛（位於今臺北市中正區汀州莒光路口）
- 仁濟院（今和平青草園，一號病房尚存）
- 堀江（舊稱赤池的水道，今西藏路）

## 知名人士
- 康寧祥：黨外運動先驅。曾任臺北市議員、立法委員。

## 參閱
- 台北市舊町名一覽